# سیارک ۱۱۷۲
سیارک ۱۱۷۲ (به انگلیسی: 1172 Aneas، نامگذاری:1930UA) هزار و صد و هفتاد و دومین سیارک کشف شده‌است که در ۱۷ اکتبر ۱۹۳۰ و در هایدلبرگ کشف شد.
قدر مطلق سیارک برابر ۸٫۳۳ است.